# 서지 후드

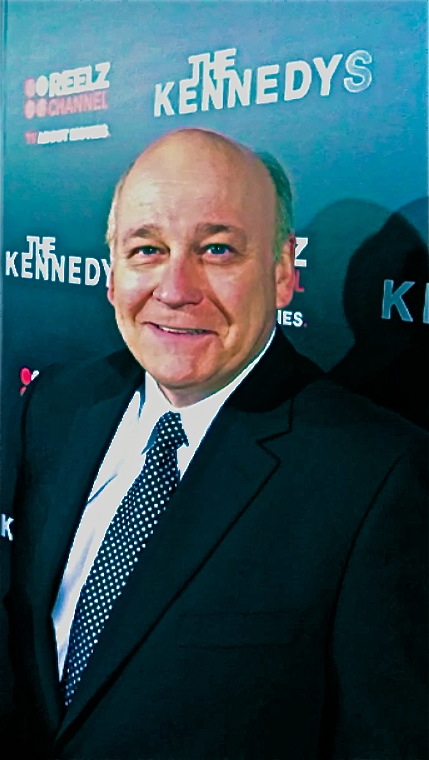

서지 후드(Serge Houde, 1953년 2월 16일 ~ )는 캐나다의 배우이다.
퀘벡주에서 태어났다.

## 출연 작품
- 경계 위의 세 여자 (2016년)
- 미스터 캣 (2016년) - 스테인 역
- 아델라인 : 멈춰진 시간 (2015년) - 사마리아인 역
- 드래곤3D (2014년)
- 런 포 유어 라이프 (2014년)
- 론섬 도브 처치 (2014년) - 찰스 역
- 굿나잇 포 저스티스: 퀸 오브 하츠 (2013년)
- 엔드 오브 더 월드 (2013년)
- 히치드 포 더 홀리데이 (2012년)
- 굿모닝, 킬러 (2011, Good Morning, Killer)
- 티미의 못말리는 무비 : 티미가 커졌어요 (2011년)
- 히 러브스 미 (2011년) - 더 버처 역
- 케네디스 (2011년)
- 50/50 (2011년) - 리처드 역
- 메세지가 삭제되었다 (2009년)
- 그레이스 (2009년)
- 퍼스널 이펙츠 (2009년)
- 지구가 멈추는 날 (2008년)
- 인비저블 (2007년) - 마틴 이갠 역
- 부트 캠프 (2007년)
- 레거시 오브 피어 (2006년)
- 지구 최후의 날: 외계의 습격 (2006, Final Days of Planet Earth)
- 홈 바이 크리스마스 (2006년)
- 시스터즈 (2006년)
- 마이 걸, 마이 엔젤 (2006년)
- 모리스 리차드 (2005년)
- 퍼펙트 스코어 (2004년)
- 페이첵 (2003년)
- 테이큰 (2002년)
- 스코어 (2001년)
- 스몰빌 (2001년)
- 와일드 번 (2000년)
- 바넘 (1999년)
- 레퀴엠 포 머더 (1999년)
- 이터널 리벤지 (1999년)
- 그레이 올 (1999년)
- 슬립프 룸 (1998년)
- 콜드 스쿼드 (1998년) - Sgt. 윌리엄 케이시 역
- 데드 엔드 (1998년)
- 머스킷 건 (1998년)
- 리틀 맨 (1997년) - 존 브룩 역
- 자칼 (1997년)
- 피스키퍼 (1997년)
- 댄싱 온 더 문 (1996년)
- 내츄럴 에너미 (1996년)
- W 밀약 (1996년)
- 미드나잇 인 세인트 피터스버그 (1995년)
- 설원의 늑대 개 (1995년)
- 에스페란자의 비밀 (1994년)
- 더블 서스피션 (1993년)
- 가면 속의 정사 (1993년)
- 위험한 본능 (1993년)
- 스테이 튠 (1992년)
- 오멘 4 (1991년)